# Шайдер, Ганс
Ганс Ша́йдер (нем. Hans Scheider; 1 мая 1889 — 24 декабря 1962) — оберфюрер СС.
Участник Первой мировой войны, награждён Железным крестом 1-го и 2-го класса. Член НСДАП (№ 413 7228), член СС (№ 256 095). С 20 декабря 1934 года — гауптштурмфюрер СС, с 1 июня 1935 года — штурмбаннфюрер СС. С 12 сентября 1937 года — оберштурмбаннфюрер СС, состоял при юнкерской школе СС «Брауншвейг». С 30 января 1939 года — штандартенфюрер СС.
С 29 октября 1939 по 15 января 1940 года — начальник штаба оберабшнита (округа) СС «Варта», находившегося на территории, отторгнутой от Польши с центром в Позене (Познани). С 15 января 1940 года — командир 17-го штандарта (полка СС) в составе соединений «Тотенкопф». С 12 июня по 20 сентября 1940 года — командир 7-го штандарта в составе соединений «Тотенкопф», преобразованного затем в 7-й пехотный полк СС.
С 18 декабря 1940 по август 1941 года — командир 5-го штандарта СС «Бранденбург» в составе соединений «Тотенкопф», преобразованного в феврале 1941 года в 5-й пехотный полк СС «Бранденбург», принимавший участие в боевых действиях на советско-германском фронте. С 13 августа 1941 по 20 апреля 1942 года — командир 6-го пехотного полка СС в составе боевой группы (затем дивизии) СС «Норд», участвовавшей в боях на северном участке советско-германского фронта. С 30 января 1942 года — оберфюрер СС. С 20 апреля по 14 июня 1942 года  был командиром 6-й дивизии СС «Норд». С 14 июня по сентябрь 1942 года  вновь являлся командиром 6-го полка, переименованного в 11-й горнострелковый полк СС «Рейнхард Гейдрих».
С 15 августа 1943 по 15 февраля 1944 года — начальник Военного архива войск СС. С 10 июня 1944 по 2 мая 1945 года — командир школы младших командиров (унтерфюрершуле) СС «Лауенбург».

## Награды
- Железный крест 1-го и 2-го класса (за Первую мировую войну).
- Пряжка к Железному кресту 1-го и 2-го класса (за Вторую мировую войну).
- Знак «За ранение».
- Крест «За военные заслуги» 1-го и 2-го класса с мечами.